# 鄧斯巴赫費里 (紐約州)
鄧斯巴赫費里（英語：Dunsbach Ferry）是位於美國紐約州奧爾巴尼縣的非建制地區。

## 地理
鄧斯巴赫費里所處的海拔為高於海平面57米（即187英呎），而該地所採用的時區為UTC-5，即北美东部时区（EST）。同時該地設有夏令時間，為UTC-5調快一小時，即UTC-4（EDT）。